# Jacob Grimm
Pour les articles homonymes, voir Grimm.
Œuvres principales
Rede auf Wilhelm Grimm und Rede über das Alter
Das Wort des Besitzes
Kleinere Schriften
Jacob Grimm (né le 4 janvier 1785 à Hanau en landgraviat de Hesse-Cassel et mort le 20 septembre 1863 à Berlin en Prusse) est une importante figure littéraire, conteur, linguiste, philologue allemand, connu pour avoir rassemblé des contes européens avec son frère Wilhelm et contribué à la rédaction du Deutsches Wörterbuch. Son travail lui a valu une reconnaissance de ses pairs en tant que figure importante de la littérature allemande, notamment en appliquant la méthode historique aux travaux littéraires.

## Biographie
Jacob Grimm naquit en 1785 dans une famille protestante allemande, ses parents Philip et Dorothea, eurent neuf enfants, dont six survécurent. Jacob et son frère Wilhelm étaient les aînés. Son père meurt à l'âge de 45 ans et sa mère l’envoie avec Wilhelm auprès de leur tante à Cassel. Jacob et son frère étudient le droit dans l'université de Marbourg. Un de leurs professeurs, Friedrich Carl von Savigny, leur ouvre sa bibliothèque privée et leur fait découvrir les auteurs romantiques.
Savigny travaillait sur l'Histoire de l'Empire romain et se rendit à Paris en 1804 pour ses recherches. En janvier 1805, il invita Jacob à l'y rejoindre. En qualité d'aide, il se pencha pendant plusieurs mois sur la littérature juridique. À la suite de cela il décida de s'éloigner désormais des thèmes juridiques. Il rapporta, dans sa correspondance, vouloir se consacrer à la recherche sur la « magnifique littérature de l'ancien allemand » à laquelle lui et Wilhelm s'étaient déjà intéressés.
En 1806, il trouve une place de secrétaire à l'école de guerre de Cassel mais l'abandonne avec la fondation de la confédération du Rhin. C'est à ce moment que lui et son frère commencèrent à rassembler des contes. Après le décès de leur mère en 1808, il prend en charge toute la famille en qualité d'aîné. Il devient directeur de la bibliothèque privée de Jérôme Bonaparte (frère de Napoléon, et récemment fait roi du jeune royaume de Westphalie) et occupe une place d'assesseur au conseil d'État.
Il retrouve son jeune frère en 1810 et fait paraître son premier ouvrage sur les maîtres chanteurs allemands (Über den altdeutschen Meistergesang).
Après la bataille de Leipzig en 1813, le royaume de Westphalie fut dissous et l'électorat de Hesse restauré. Jacob Grimm y perdit sa place de directeur de la bibliothèque royale, mais retrouva bientôt une situation auprès du prince-électeur en tant que secrétaire de légation. Dans ses nouvelles fonctions diplomatiques, il retourna à Paris en 1814, où il employa ses loisirs à de nouvelles recherches en bibliothèque. Le premier ouvrage commun des deux frères, sur le Chant de Hildebrand et la Prière de Wessobrunn, fut publié en 1812. Il fut suivi en décembre de la même année d'un premier recueil de Contes de l'enfance et du foyer (Kinder- und Hausmärchen), tiré à 900 exemplaires. Les deux frères s'essayèrent aussi à une édition allemande de l'Edda, ainsi que de Reineke Fuchs (une version allemande du Roman de Renart), travaux qui restèrent toutefois longtemps inachevés. De 1813 à 1816, les frères contribuèrent également à la revue Altdeutsche Wälder, consacrée à la littérature allemande ancienne, mais qui ne connut que trois numéros.
En 1815, Jacob Grimm assista au congrès de Vienne en tant que secrétaire de la délégation hessoise, puis séjourna de nouveau à Paris en septembre 1815 pour une mission diplomatique. Par la suite, il quitta définitivement la carrière diplomatique pour pouvoir se consacrer exclusivement à l'étude, à la classification et au commentaire de la littérature et des usages historiques. Cette même année 1815, à côté d'un ouvrage d'études mythologiques (Irmenstraße und Irmensäule), il publia un choix critique d'anciennes romances espagnoles (Silva de romances viejos).
C'est dans cette période créative que se place le travail de Jacob Grimm sur sa Grammaire allemande. Le premier tome traitait de la flexion, le second de la formation des mots. Jacob fut un ami très proche du linguiste et écrivain serbe Vuk Stefanović Karadžić, à ses côtés il apprît le serbe, lui donnant ainsi accès aux chants héroïques serbes et aux légendes balkaniques. Et 1824, il traduisit en allemand sa grammaire (Wuk Stephanowitsch, kleine serbische Grammatik, verdeutscht (Leipzig et Berlin, 1824).
Ce ne fut qu'après le mariage de Wilhelm Grimm avec Henriette Dorothea Wild (de) (dite « Dortchen ») en 1825 que le cours de la vie des deux frères vint à se stabiliser. Ils continuèrent à vivre ensemble, à trois désormais avant que ne naissent bientôt les enfants de Wilhelm et « Dortchen ». En 1829 cependant, après respectivement 13 et 15 ans au service de la bibliothèque de Collase des mers, les deux frères donnèrent leur démission. Après la mort du directeur, le prince électeur Guillaume II de Hesse n'ayant pas attribué le poste à Jacob, les frères répondirent à une proposition de la bibliothèque de l'université de Göttingen, en Hanovre.
En 1837, le roi de Hanovre, de Grande-Bretagne et d'Irlande Guillaume IV mourut, et la couronne de Hanovre passa à son frère Ernest-Auguste Ier. De tendances autoritaires, celui-ci révoqua rapidement la constitution relativement libérale accordée par son prédécesseur, à laquelle les fonctionnaires avaient prêté serment. Sept professeurs de l'université de Göttingen signèrent alors une lettre de protestation solennelle, parmi lesquels Jacob et Wilhelm Grimm. Le roi répliqua en révoquant immédiatement les professeurs, et en bannissant trois de ses États, parmi lesquels Jacob Grimm. Cette affaire dite des Sept de Göttingen eut un grand retentissement en Allemagne.
Jacob devint ensuite membre de l'académie des sciences de Berlin et professeur à l'université Humboldt. Les deux frères s'étaient installés définitivement à Berlin mais Jacob réalisa plusieurs voyages à l'étranger et fut député au Parlement de Francfort en 1848.
Durant cette période berlinoise, les deux frères se consacrèrent principalement à une œuvre colossale : la rédaction d'un dictionnaire historique de la langue allemande, qui en présenterait chaque mot avec son origine, son évolution, ses usages et sa signification. Jacob Grimm laissa en outre son nom à une importante loi de phonétique historique caractérisant les langues germaniques, la loi de Grimm.
Jacob mourut quatre ans après son frère, le 20 septembre 1863. Ils furent tous deux enterrés au cimetière de Matthäus, à Berlin-Schöneberg.

## Ouvrages
- Über den altdeutschen Meistergesang (Göttingen, 1811)
- Irmenstrasse und Irmensäule (Vienne, 1815)
- Silva de romances viejos (Vienne, 1815)
- Deutsche Grammatik (Göttingen, 1819-1840)
- Hausbüchel für unser Lebenlang (Cassel, 1820)
- Wuk Stephanowitsch, kleine serbische Grammatik, verdeutscht (Leipzig et Berlin, 1824)
- Zur Rezension der deutschen Grammatik, unwiderlegt herausgegeben (Cassel, 1826)
- Deutsche Rechtsaltertümer (Göttingen, 1828. 2e éd., 1854)
- Hymnorum veteris ecclesiae XXVI interpretatio Theodisca nunc primum edita (Göttingen, 1830).
- Reinhart Fuchs (Berlin, 1834)
- Deutsche Mythologie, (Göttingen, 1835. 2e éd., 1844. 3e éd. 1854, 2 vols.)
- Taciti Germania edidit (Göttingen, 1835)
- Über meine Entlassung (Bâle, 1838)
- Lateinische Gedichte des X. und XI. Jahrhunderts (Göttingen, 1838)
- Sendschreiben an Karl Lachmann über Reinhart Funchs (Berlin, 1840)
- Weistümer (Partie 1, Göttingen, 1840. Partie 2, 1840. Partie 3, 1842. Partie 4, 1863. Partie 5, 1866. Partie 6, 1869. Partie 7, 1878)
- Andreas und Elene (Gedicht), (Cassel, 1840)
- Frau Aventiure klopft an Beneckes Tür (Berlin, 1842)
- Geschichte der deutschen Sprache (Leipzig, 1848. 2e éd., 1853, 2 vol.)
- Das Wort des Besitzes (Berlin, 1850)
- Rede auf Wilhelm Grimm und Rede über das Alter (Berlin, 1868. 3e éd. 1865)
- Kleinere Schriften (Berlin, 1864-1870, 8 vol.)
- Aschenputtel (Berlin, 1870)